# Carl Fromme
Koordinaten: 48° 11′ 12,8″ N, 16° 21′ 46,1″ O

Der Gründer Carl Fromme

Das Unternehmen Carl Fromme war ein Wiener Buchverlag und k.u.k. Hoflieferant. Die Adresse war zuerst im 2. Bezirk Leopoldstadt und dann in der Nikolsdorfer Gasse 7–11 im 5. Bezirk.

## Geschichte
Der Gründer Carl Ludwig Franz Wilhelm Fromme (auch Karl Fromme geschrieben) (* 24. August 1828 in Harburg an der Elbe; † 28. September 1884) kam 1843 bei Hoffmann & Campe in Hamburg in die Lehre, nach deren Abschluss war er bis 1851 dort weiter tätig. Danach arbeitete er in A. Hauptmanns Buchhandlung in Brünn, wechselte jedoch bereits nach einem Jahr zu Tendler & Co. in Wien, da ihm dort eine Stelle angeboten wurde. 1853 übernahm er in Gemeinschaft mit Silvester Pötzelberger dieses Geschäft. 1862 ging die 1748 gegründete Firma Tendler in Frommes alleinigen Besitz über. Den zum Unternehmen gehörigen Verlag verkaufte er an C. Gerolds Sohn, wobei die Kalenderproduktion vom Verkauf ausgenommen blieb. 1868 trat er das Sortiment an Jul. Grosser ab und führte den Kalenderverlag fortan unter dem Firmennamen Carl Fromme.
Von Karl Winternitz & Comp. kaufte Fromme 1867 die Keck & Pierersche Buchdruckerei und Schriftgießerei, die damals aus drei Maschinen und zwei Handpressen bestand. Für die nun bis zum Jahr 1874 in seinem Besitz befindliche Schriftgießerei arbeitete Fromme unter großem persönlichen Einsatz. Der beim Kauf noch handwerksmäßig ausgestattete Betrieb wurde für die Herstellung kunstvoller und zu dieser Zeit in ihrer Qualität bahnbrechender Schriftprobendrucke modernisiert, wobei Fromme in dem erfinderischen Stempelschneider Carl Brendler tatkräftige Unterstützung fand. Fromme erwarb alle möglichen Neuheiten für seine Gießerei. Die Arbeitslast wurde jedoch mit der wachsenden Ausdehnung der Buchdruckerei zu groß, Fromme gab schließlich die Schriftgießerei an Brendler ab.
Fromme widmete sich nun intensiver der Ausgestaltung seiner Druckerei. Durch seine Arbeit konnte die weltweite Stellung und Anerkennung der Wiener Satz- und Druckkunst in der Typographie ausgebaut werden. Für seine Leistungen erhielt Fromme das Ehrendiplom des Wiener Faktoren-Vereins. Fromme spendete auch dem Verein, dessen Ehrenmitglied er seit 1878 war.
Bei einer graphischen Ausstellung im Jahr 1873 in der Rotunde in Wien erregte Frommes Akzidenzsatz in Fachkreisen großes Aufsehen. Ihm wurde das Meisterehrenprädikat verliehen und als Zeichen der Anerkennung für seine kunstgewerblichen Errungenschaften verlieh ihm Kaiser Franz Joseph das Ritterkreuz des Franz-Joseph-Ordens. 1876 erhielt Fromme den Titel eines „k. k. Hofbuchdruckers“.

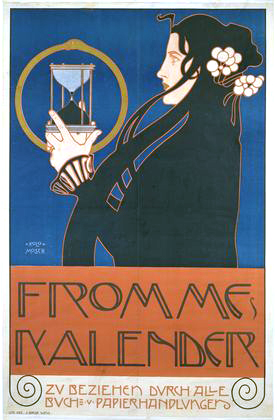
Koloman Moser entwarf für Fromme den Kalender im Jugendstil (1903)

Er gründete einen österreichischen Kalender-Verlag, der sowohl aufgrund seiner typographische Ausstattung, wie auch seiner raschen Expansion eine zeitgenössische Besonderheit darstellte. Die Fromme'schen Kalender wurden weltweit bekannt. Den eigentlichen österreichischen Kalender-Verlag gründete Fromme 1867 nach seinem wirtschaftlichen Durchbruch mit Vogls Volkskalender, dem Nader'schen Medizinal-Kalender und einigen weiteren Wandkalendern. Für verschiedene Regionen gab Fromme ein Vademecum in Kalenderform heraus und trotz der großen Konkurrenz konnte Fromme Auflagen von bis zu 100.000 Exemplaren drucken, die zudem sowohl im Inhalt als auch mit qualitativer Ausstattung punkten konnten.
Das bedeutendste literarische Werk, das in Frommes Pressen gedruckt wurde, waren die bei Braumüller erschienenen Memoiren des Staatsmannes Fürst Metternichs. Um die Vergabe dieses Druckauftrags konkurrierte Fromme mit dem Holzhausen Verlag, einem Traditionsunternehmen mit exzellentem Ruf. Fromme erhielt schließlich den Auftrag, den er zufriedenstellend ausführte.
Fromme pflegte sowohl mit den Autoren der bei ihm verlegten Werke als auch mit verlagsfremden Autoren einen mehr freundschaftlichen als geschäftlichen Umgang. Sein Büro bekam den Status eines Treffpunkts wissenschaftlicher Berühmtheiten. Fromme führte eine für ihn sehr wichtige Mappe von Dankesschreiben seiner Autoren.
Die Verwaltung des umfangreichen Geschäfts hatte er seinem Schwiegersohn Wilhelm Frick übergeben. Frommes Verlag wurde unter den späteren Besitzern Carl G. und Otto Fromme weiter ausgebaut. Ein bedeutendes dort gedrucktes Werk wurde die zweibändige Oesterreichische Literaturgeschichte von Nagl-Zeidler. Das Geschäft mit den Kalendern und Almanachen wurde weiter ausgebaut. 1875 gab Fromme 28 Fachkalender heraus, um 1890 stieg die Zahl auf 148 verschiedene Kalender. Für andere Verlage druckte Fromme zum Beispiel Bibeln in lateinischer, griechischer und hebräischer Sprache für eine Gesellschaft in London Anfang der 1870er Jahre. Die Herausgabe von Schulbüchern und wissenschaftlichen Schriften wurden zunehmend ab 1890er Jahre wichtiger. Hier fing auch die Zusammenarbeit mit Koloman Moser bei Entwürfen für die Fromme'schen Kalender.
Mit zunehmender Expansion wurden die alten Räumlichkeiten zu klein und die Buchdruckerei übersiedelte 1911 in eine für den Zweck erbauten Fabrik von Hans Prutscher in der Nikolsdorfer Gasse 7–11 im 5. Bezirk. Durch die neuen finanziellen Belastungen jedoch musste das Unternehmen in eine Gesellschaft mit beschränkter Haftung umgewandelt werden.
Der Erste Weltkrieg und der Zusammenbruch der Monarchie 1918 brachten dem Unternehmen schwere Zeiten, da große Teile des Absatzmarktes in den ehemaligen Kronländern wegbrach. Die Druckerei musste eingestellt werden, der Verlag existierte weiter. Christoph Reisser junior, ein Gesellschafter des Unternehmens, übernahm 1925 Teile des Personals und die Setzerei. Während des Zweiten Weltkrieges wurde Fromme als kriegsunwichtig eingestuft und musste seine Geschäfte einstellen. Nach dem Krieg setzte der Aufbau nur langsam ein, da Papierknappheit herrschte.
Zusammen mit dem Mutterkonzern Christoph Reisser’s Söhne AG ging Fromme in die Agens-Werke Geyer + Reisser auf.